# Давід Шторль
Давід Шторль  (нім. David Storl, 27 липня 1990) — німецький легкоатлет, що спеціалізується в штовханні ядра, олімпійський медаліст, дворазовий чемпіон світу, триразовий чемпіон Європи, чемпіон та призер чемпіонатів Європи в приміщенні, переможець змагань за Континентальний кубок ІААФ, багаторазовий переможець змагань на Командному чемпіонаті Європи.
У лютому 2024, маючи 33 роки, оголосив про завершення змагальної кар'єри, що тривала 15 років.

## Основні міжнародні виступи
| Рік  | Змагання                       | Місто          | Місце | Дисципліна     | Примітки |
| ---- | ------------------------------ | -------------- | ----- | -------------- | -------- |
| 2007 | Чемпіонат світу серед юнаків   | Острава        | 1     | штовхання ядра |          |
| 2008 | Чемпіонат світу серед юніорів  | Бидгощ         | 1     | штовхання ядра |          |
| 2009 | Чемпіонат Європи серед юніорів | Новий Сад      | 1     | штовхання ядра |          |
| 2010 | Чемпіонат світу в приміщенні   | Доха           | 5     | штовхання ядра |          |
| 2010 | Чемпіонат Європи               | Барселона      | 4     | штовхання ядра |          |
| 2011 | Чемпіонат Європи в приміщенні  | Париж          | 2     | штовхання ядра |          |
| 2011 | Чемпіонат Європи серед молоді  | Острава        | 1     | штовхання ядра |          |
| 2011 | Чемпіонат світу                | Тегу           | 1     | штовхання ядра |          |
| 2012 | Чемпіонат світу в приміщенні   | Стамбул        | 2     | штовхання ядра |          |
| 2012 | Чемпіонат Європи               | Гельсінкі      | 1     | штовхання ядра |          |
| 2012 | Олімпійські ігри               | Лондон         | 2     | штовхання ядра |          |
| 2013 | Чемпіонат світу                | Москва         | 1     | штовхання ядра |          |
| 2014 | Чемпіонат світу в приміщенні   | Сопот          | 2     | штовхання ядра |          |
| 2014 | Чемпіонат Європи               | Цюрих          | 1     | штовхання ядра |          |
| 2014 | Континентальний кубок          | Марракеш       | 1     | штовхання ядра |          |
| 2015 | Чемпіонат Європи в приміщенні  | Прага          | 1     | штовхання ядра |          |
| 2015 | Чемпіонат світу                | Пекін          | 2     | штовхання ядра |          |
| 2016 | Чемпіонат Європи               | Амстердам      | 1     | штовхання ядра |          |
| 2016 | Олімпійські ігри               | Ріо-де-Жанейро | 7     | штовхання ядра |          |
| 2017 | Чемпіонат Європи в приміщенні  | Белград        | 3     | штовхання ядра |          |
| 2017 | Чемпіонат світу                | Лондон         | 10    | штовхання ядра |          |
| 2018 | Чемпіонат світу в приміщенні   | Бірмінгем      | 2     | штовхання ядра |          |
| 2018 | Чемпіонат Європи               | Берлін         | 3     | штовхання ядра |          |
| 2019 | Чемпіонат Європи в приміщенні  | Глазго         | 2     | штовхання ядра | [ 4 ]    |